# 박상원 (1997년)
박상원(1997년 3월 20일 ~ )은 대한민국의 배우이다.

## 학력
- 신한대학교 공연예술학과

## 방송
- 2020년 JTBC 《런온》 - 박규덕 역
- 2021년 SBS 《라켓소년단》 - 과거재준 역
- 2021년 웹드라마 이렇게 된 이상 청와대로 간다 - 종만 역
- 2022년 tvN 《우리들의 블루스》 - 어린인권 역
- 2022년 KBS2 《징크스의 연인》 - 피대식 역
- 2023년 netflix 《도적: 칼의 소리》 - 이시다 역
- 2023년 ENA 《악인전기》 - 상우 역
- 2024년 disneyplus 《킬러들의 쇼핑몰》 - 김성환 역
- 2024년 sbs《커넥션》 - 이근호 역
- 2024년 tvN 《가석방심사관 이한신》 - 이동명 역

## 영화
- 2016년 인천상륙작전 - 박남철 부하 1역
- 2016년 인천상륙작전:익스텐디드 에디션
- 2017년 군함도 - 조선인징용자 역
- 2017년 매직 이프 - 상원 역
- 2019년 자천차왕 엄복동 - 용산연병장 사열대 대대장 역
- 2021년 수색자 - 박경수 상병 역
- 2022년 스텔라 - 유도남 역
- 2023년 대외비 - 김동식 역
- 2023년 범죄도시 3 - 하야시 요시아키 역 (토모의 부하)
- 2023년 노량:죽음의 바다 -  왜군 도망병 역